# Diplostix taghvianae
Diplostix taghvianae är en skalbaggsart som beskrevs av Vienna 2007. Diplostix taghvianae ingår i släktet Diplostix och familjen stumpbaggar. Inga underarter finns listade i Catalogue of Life.